# KV Tervuren-Duisburg
KV Tervuren-Duisburg is een Belgische voetbalclub uit Tervuren uitkomend in de eerste provinciale van Vlaams-Brabant. De club is opgericht in 1922 als New Star Athletic Club Tervuren oftewel SNAC Tervuren en was aangesloten bij de KBVB aangesloten met stamnummer 384. De club fusioneerde in 2007 met Voorwaarts Duisburg, opgericht in 1965, tot KV Tervuren-Duisburg en heeft blauw en wit als clubkleuren.

## Geschiedenis
New Star Athletic Club Tervuren (kortweg SNAC Tervuren) werd opgericht in 1922. De club speelde 2 seizoenen in de nationale reeksen (in 1953/1954 en 1956/1957) en kwam sinds 1957 alleen maar uit in de de provinciale reeksen van Brabant (KBVB). In 1975 veranderde de club haar naam in Koninklijke New Star Tervuren. Voorwaarts Duisburg uit Duisburg werd opgericht in 1968 en verkreeg toen het stamnummer 7164. De club speelde sindsdien onafgebroken in de provinciale afdelingen van Brabant. In 2007 fusioneerde KNS Tervuren met VW Duisburg tot KV Tervuren, en later Koninklijk Verenigd Tervuren-Duisburg, het stamnummer van Voorwaarts Duisburg werd geschrapt. Het beste resultaat dat de fusieclub behaalde was een zesde plaats in eerste provinciale in het seizoen 2018/19.

## Terreinen

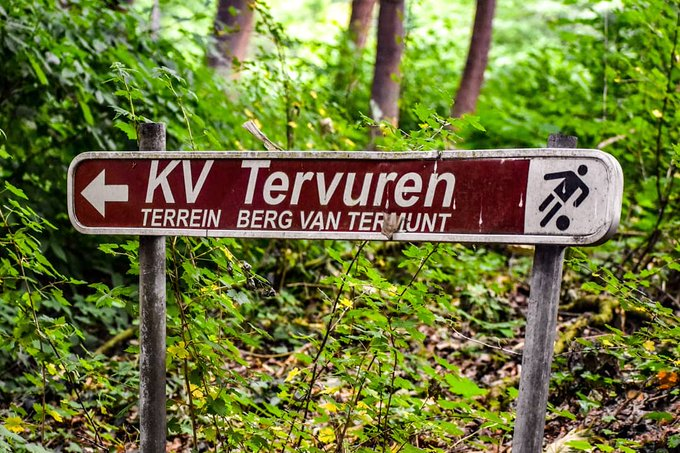
Een bord van het hoofdterrein "Berg van Termunt" gelegen in het Park van Tervuren.

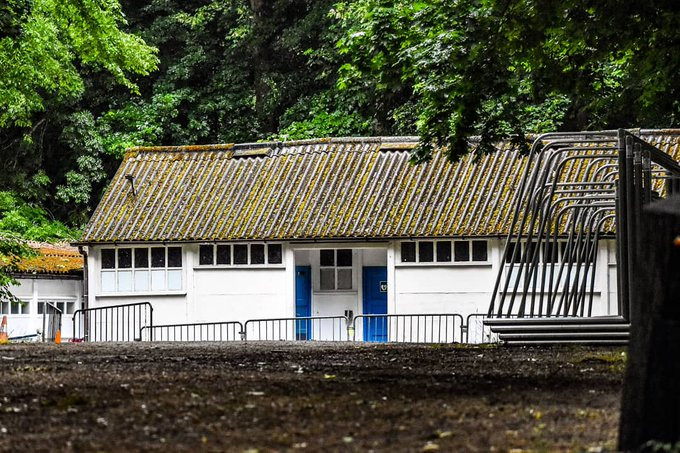
De kleedkamers gelegen naast het hoofdterrein.

KV Tervuren-Duisburg maakt gebruik van drie terreinen gelegen in Tervuren en Duisburg. Het hoofdterrein "Berg van Termunt" in het Park van Tervuren wordt alleen gebruikt voor thuiswedstrijden van het eerste elftal. Het tweede terrein en ook de voormalige thuisbasis van VW Duisburg terrein "Schonenboom" in Duisburg wordt gebruikt voor zowel trainingen en wedstrijden voor alle ploegen net zoals het derde terrein "Diependal" in Tervuren dat ook de thuisbasis is van de hockeyclub van de Blue Lions Hockey & Tennisclub Tervuren.  

## Resultaten
| Seizoen                  | Klasse | Klasse | Klasse | Klasse | Klasse | Klasse | Klasse | Klasse | Klasse | Reeks                                                    | Punten                                                   | Opmerkingen                                              |
|                          | I      | I      | II     | III    | IV     | P.I    | P.II   | P.III  | P.IV   |                                                          |                                                          |                                                          |
| ------------------------ | ------ | ------ | ------ | ------ | ------ | ------ | ------ | ------ | ------ | -------------------------------------------------------- | -------------------------------------------------------- | -------------------------------------------------------- |
| Als KV Tervuren          |        |        |        |        |        |        |        |        |        |                                                          |                                                          |                                                          |
| 2007/08                  |        |        |        |        |        |        | 12     |        |        | Tweede prov. Brab.                                       | 37                                                       |                                                          |
| 2008/09                  |        |        |        |        |        |        | 1      |        |        | Tweede prov. Brab.                                       | 66                                                       |                                                          |
| 2009/10                  |        |        |        |        |        | 15     |        |        |        | Eerste prov. Brab.                                       | 23                                                       |                                                          |
| 2010/11                  |        |        |        |        |        |        | 5      |        |        | Tweede prov. Brab.                                       | 44                                                       |                                                          |
| 2011/12                  |        |        |        |        |        |        | 4      |        |        | Tweede prov. Brab.                                       | 49                                                       |                                                          |
| 2012/13                  |        |        |        |        |        |        | 4      |        |        | Tweede prov. Brab.                                       | 55                                                       |                                                          |
| 2013/14                  |        |        |        |        |        |        | 4      |        |        | Tweede prov. Brab.                                       | 51                                                       |                                                          |
| Als KV Tervuren-Duisburg |        |        |        |        |        |        |        |        |        |                                                          |                                                          |                                                          |
| 2014/15                  |        |        |        |        |        |        | 10     |        |        | Tweede prov. Brab.                                       | 39                                                       |                                                          |
| 2015/16                  |        |        |        |        |        |        | 2      |        |        | Tweede prov. Brab.                                       | 65                                                       |                                                          |
|                          | 1A     | 1B     | 1Am    | 2Am    | 3Am    | P.I    | P.II   | P.III  | P.IV   | Vanaf 2016-17 zijn er 3 nationale en 2 regionale niveaus | Vanaf 2016-17 zijn er 3 nationale en 2 regionale niveaus | Vanaf 2016-17 zijn er 3 nationale en 2 regionale niveaus |
| 2016/17                  |        |        |        |        |        |        | 2      |        |        | Tweede prov. Brab.                                       | 65                                                       | promotie                                                 |
| 2017/18                  |        |        |        |        |        | 8      |        |        |        | Eerste prov. Brab.                                       | 41                                                       |                                                          |
| 2018/19                  |        |        |        |        |        | 6      |        |        |        | Eerste prov. Brab.                                       | 47                                                       |                                                          |
| 2019/20                  |        |        |        |        |        | 9      |        |        |        | Eerste prov. Brab.                                       | 32                                                       | Seizoen stopgezet wegens de coronapandemie               |
| 2020/21                  |        |        |        |        |        | -      |        |        |        | Eerste prov. Brab.                                       | -                                                        | Geen competitie wegens de coronapandemie                 |
| 2021/22                  |        |        |        |        |        | 14     |        |        |        | Eerste prov. Brab.                                       | 29                                                       | Degradatie                                               |
| 2022/23                  |        |        |        |        |        |        | 4      |        |        | Tweede prov. Brab. B                                     | 49                                                       | promotie via winst in de eindronde                       |
| 2023/24                  |        |        |        |        |        | 15     |        |        |        | Eerste prov. Brab.                                       | 25                                                       | Degradatie                                               |
| 2024/25                  |        |        |        |        |        |        | 6      |        |        | Tweede prov. Brab. B                                     | 45                                                       |                                                          |
| 2025/26                  |        |        |        |        |        |        |        |        |        | Tweede Prov. Brab. B                                     |                                                          |                                                          |

## Bekende (ex-)spelers
Didier Segers (1974-1980, jeugd)
 Eric Dumon (Veteranen) 